# Tuggen
Tuggen (toponimo tedesco) è un comune svizzero di 3 192 abitanti del Canton Svitto, nel distretto di March; si affaccia sul lago di Zurigo.